# Zwei-Faktoren-Theorie der Emotion
Die Zwei-Faktoren-Theorie der Emotion geht auf den US-amerikanischen Sozialpsychologen Stanley Schachter (1964) zurück und besagt, dass Gefühle als eine Funktion von physiologischer Erregung und einer kontextabhängig zu dieser Erregung passenden Kognition verstanden werden können. Erst bemerken wir körperliche Symptome wie Schwitzen, Zittern, Pulsbeschleunigung oder Ähnliches, dann versuchen wir die Ursache dafür ausfindig zu machen. So kann zum Beispiel exakt dieselbe körperliche Aufregung je nach Situation als Verliebtheit oder als Prüfungsstress empfunden werden. In mehrdeutigen Situationen, wenn die situativen Hinweisreize unterschiedlich interpretiert werden können, besteht demnach eine gewisse Wahlfreiheit der Gefühle. So kann man als Opfer einer Aggression die körperlichen Symptome der Stressreaktion, die lediglich besonders viel Kraft bereitstellen, mit Fluchtgedanken zur Emotion Furcht verknüpfen oder mit Kampfgedanken zur Emotion Wut (vgl. Fliehen oder Kämpfen). Ebenso kann es zu falschen Ursachenzuschreibungen kommen; zum Beispiel kann Ärger über ein Missgeschick als Wut auf den Partner missverstanden werden.
Als Verkaufstechnik wurde versucht, mit Kontextreizen angenehme Gefühle zu erzeugen, die (wenigstens zum Teil) auf die Waren übertragen werden. Kunden, die mit klassischer Musik berieselt wurden, kauften teurere Artikel.
Schachters Theorie basiert auf mehreren Vorläufertheorien, wie der James-Lange-Theorie (1884), der 2-Komponenten-Theorie der Emotion von Gregorio Marañón (1924), sowie weiteren Theorien von Russel (1927) und Duffy (1941). Die Theorie hatte aufgrund ihres Experimentaldesigns zur Hypothesentestung (das u. a. auch als Beleg für die Kausalität herangezogen wird) den größten Einfluss auf die Psychologie und regte immer wieder zu Replikationsversuchen an.

## Experiment von Schachter und Singer (1962)
Die US-amerikanischen Sozialpsychologen Stanley Schachter und Jerome E. Singer führten 1962 an der Columbia University ein sozialpsychologisches Experiment durch. Den Versuchspersonen wurde erklärt, dass man mit dem Experiment die Auswirkungen einer „Vitaminzusammensetzung“ namens Suproxin auf die Sehfähigkeit testen und ihnen (sofern sie dazu einwilligen) injizieren wolle, was nur eine der 185 Versuchspersonen ablehnte. Man injizierte 3/4 von ihnen daraufhin Adrenalin und dem restlichen Viertel eine Kochsalzlösung (Kontrollgruppe). Zusätzlich wurden die Personen, denen Adrenalin verabreicht worden war, über mögliche „Nebenwirkungen“ des Suproxins entweder korrekt (was im Falle von Adrenalin Herzrasen, Zittern, verstärkte Durchblutung etc. war), oder inkorrekt (Nebenwirkungen, die nicht von der Verabreichung des Adrenalins hätten entstehen können wie z. B. Juckreiz, Kopfschmerzen und Taubheitsgefühl) oder gar nicht aufgeklärt.
Zudem wurden die Versuchspersonen in zwei weitere Gruppen unterteilt, in denen sie für den eigenen Erregungszustand erklärende Kognitionen ableiten konnten: eine Euphorie- und eine Ärgerbedingung.
Die Versuchspersonen wurden in einen separaten Raum gebracht, um dort ca. 20 Minuten auf die Wirkung des Suproxins und den vermeintlichen Sehtest zu warten. In diesem Raum trafen sie auf eine weitere angebliche Versuchsperson, die allerdings ein Vertrauter des Versuchsleiters war. Das ganze Geschehen konnte durch einen Einwegspiegel vom Versuchsleiter beobachtet werden.
In der Ärgerbedingung sollte während der Wartezeit ein Fragebogen ausgefüllt werden. Einige Fragen des Fragebogens waren geeignet, die Versuchsperson gezielt gereizt zu stimmen. So wurde z. B. nach der Anzahl der außerehelichen Sexualpartner der Mutter gefragt und andere ähnlich unverschämt wirkende Fragen gestellt. Der Vertraute verhielt sich absichtlich verärgert.
In der Euphoriebedingung sollten sich die beiden Versuchspersonen während der Wartezeit beliebig selbst beschäftigen. Der Vertraute verhielt sich äußerst euphorisch-albern (z. B. bastelte er Papierflugzeuge, baute Papiertürme, die er mit Papierkügelchen abwarf usw.).
Insgesamt gab es also folgendes Experimentaldesign:
- Informierte Gruppen: Die Versuchspersonen wurden über die zu erwartenden Nebenwirkungen aufgeklärt.
  - (Gruppe 1) Euphoriebedingung
  - (Gruppe 2) Ärgerbedingung
- Unaufgeklärte Gruppen: Den Versuchspersonen wurde gesagt, es gebe keine Nebenwirkungen.
  - (Gruppe 3) Euphoriebedingung
  - (Gruppe 4) Ärgerbedingung
- Falsch informierte Gruppe: Den Versuchspersonen wurden falsche Nebenwirkungen der Injektion angekündigt.
  - (Gruppe 5) Euphoriebedingung
- Kontrollgruppen: Die Versuchspersonen erhielten eine Kochsalzlösung, die zu keiner veränderten Physiologie führen würde.
  - (Gruppe 6) Euphoriebedingung
  - (Gruppe 7) Ärgerbedingung

Schachters und Singers Hypothese besagte, dass die inkorrekt und die gar nicht informierten Versuchspersonen eine Erklärung für die aus der Adrenalininjektion resultierende physiologische Erregung suchen würden, die in Abhängigkeit davon, ob der Vertraute im Raum verärgert oder albern war, auch ärgerlich oder albern ausfallen müsste. Die korrekt informierten Probanden und die Kontrollgruppe sollten hingegen nur sehr gering anfällig für die Stimmungsmanipulation des Vertrauten sein, da sie ihre physiologische Erregung korrekt attribuieren können und auf die Injektion zurückführen.
„Gemessen“ wurden die Emotionen und die physiologische Erregung:
- indem man die Versuchspersonen während der Wartezeit mit dem Vertrauten des Versuchsleiters unbemerkt beobachtete und ihr Verhalten beurteilte und
- indem man den Personen nach dem Versuch einen Fragebogen austeilte, in welchem sie angeben sollten, welche Emotionen sie gefühlt, und ob sie körperliche Symptome wie z. B. Zittern gespürt hatten.
- indem man den Versuchspersonen kurz vor der Injektion und kurz nach dem Versuch die Pulsfrequenz maß, um darüber den physiologischen Erregungsgrad ermitteln zu können.

Bei der Auswertung zeigte sich Folgendes:
- Die Versuchspersonen, die Adrenalin, aber keine korrekte Voraberklärung für ihre körperliche Erregung bekommen hatten, gaben an, während der Wartezeit albern (Gruppen 3 und 5) oder verärgert (Gruppen 4) gewesen zu sein (abhängig davon, was der Vertraute ihnen vorgespielt hatte).
- Die vorab richtig informierten Probanden (Gruppen 1 und 2) ließen sich emotional nicht vom Vertrauten beeinflussen.
- Die Kontrollgruppe (Gruppe 6 und 7) allerdings ließ sich vom Vertrauten beeinflussen und unterschied sich nicht signifikant von der nicht informierten und falsch informierten Gruppe.

Die Hypothese konnte also größtenteils durch die Ergebnisse unterstützt werden, problematisch waren nur die nicht hypothesenkonformen Ergebnisse der Kontrollgruppe. Als Grund für die widersprüchlichen Ergebnisse gaben Schachter und Singer an, dass die Kontrollgruppe schon aufgrund der Versuchssituation eine physiologische Erregung verspüren könnte und dass die nicht oder falsch informierte Gruppe trotz fehlender Erklärung ihre körperliche Erregung auf die Injektion zurückführen könnte. Durch entsprechende Analysen konnte dies zumindest teilweise bestätigt werden.

### Kritik und Konsequenzen
Im Nachhinein wurde das Schachter- und Singer-Experiment immer wieder methodisch kritisiert und veranlasste eine Reihe von Folgeexperimenten (vorrangig zur Kausalattribution) und Replikationsversuchen (u. a. Marshall & Zimbardo, Valins), welche aber allesamt nicht die Ergebnisse des Schachter- und Singer-Experiments reproduzieren konnten, ja sogar im Gegenteil durchweg zu negativer Stimmung der Probanden führten, unabhängig davon, ob der Vertraute nun euphorisch oder ärgerlich war.
Man folgerte daraus, dass körperliche Erregung nicht beliebig auf eine Emotion attribuiert werden können (vgl. Kritik von Walter Cannon an der James-Lange-Theorie (Cannon-Bard-Theorie); nach Ax, Weerts und Roberts treten bei Emotionen, von denen man dachte, dass sie physiologisch ähnlich wären, wie Ärger und Furcht, unterschiedliche Erregungsmuster auf).
Dennoch brachte die 2-Faktoren-Theorie einen bedeutsamen Beitrag zur Emotionspsychologie, indem sie Erklärungsmodelle u. a. für Panikanfälle lieferte und Wissenschaftler anregte, sich am kognitiv-psychologischen Forschungsparadigma zu orientieren, auch wenn die These, dass physiologische Erregung für die Entstehung von Emotionen hinreichend ist, so nicht mehr aufrechterhalten werden kann.
Dunn et al. konnten in einer Studie eine zentrale Vorhersage der Zwei-Faktoren-Theorie bestätigen, indem sie zeigten, welchen Einfluss die Fähigkeit zur Körperwahrnehmung auf die Bewertung emotionaler Bilder hat. Personen mit einer guten Körperwahrnehmung konnten ihren Herzschlag besonders genau spüren. Beim Betrachten der Bilder veränderte sich der Herzschlag bei allen Personen automatisch. Allerdings brachten nur Personen mit einer guten Körperwahrnehmung diese automatische Veränderung mit ihrer subjektiven Erregung in Verbindung.

## Experiment von Valins
Im Jahr 1966 modifizierte der Psychologe Stuart Valins die Zwei-Faktoren-Theorie der Emotion. Er führte ein Experiment zur Wahrnehmung des eigenen Aktivierungsgrades (bekannt unter Valins-Effekt) durch.

## Experiment von Dutton und Aron (1974)
Männer, die gerade eine lange, schmale, schwankende Hängebrücke überquert hatten, wurden von einer attraktiven, jungen Frau angesprochen, die ihnen ihre Telefonnummer für Rückfragen zu einem TAT-Test, den die Männer bei ihr ausfüllten, gab. An einer anderen zweiten Gruppe Männer wurde dies auf einer sicheren Brücke gemacht. Männer der ersten Gruppe riefen die junge attraktive Frau danach signifikant häufiger an und schrieben im TAT-Test häufiger über sexuelle Themen als die zweite Gruppe. Mit Männern anstelle der jungen Frau gab es zwischen den beiden Gruppen keinen signifikanten Unterschied. Solche Fehlattributionen des körperlichen Zustandes wurden in zahlreichen Studien repliziert. Folglich sei in Orten wie auf einem Rummelplatz oder in einer Discothek Skepsis geboten, wenn man jemanden attraktiv findet.